# 홋카이도도 제274호선

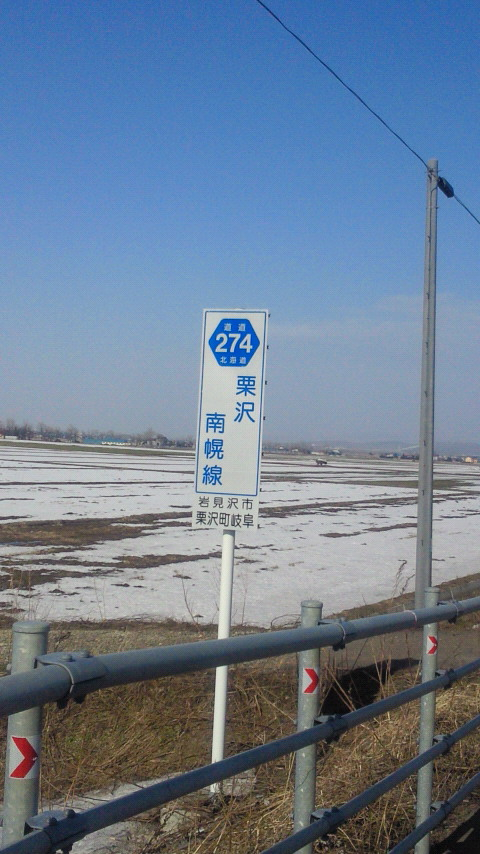

274번 홋카이도도(일본어: 北海道道274号栗沢南幌線→홋카이도도 274호 구리사와-난포로선)는 홋카이도 이와미자와시 구리사와정에서 소라치군 난포로정까지 이어지는 일본의 일반도도 노선이다.

## 같이 보기
- 도도부현도